# Kimura Tatsuro
Tatsuro Kimura (sinh ngày 24 tháng 6 năm 1984) là một cầu thủ bóng đá người Nhật Bản.

## Sự nghiệp câu lạc bộ
Tatsuro Kimura đã từng chơi cho Sanfrecce Hiroshima, Zweigen Kanazawa và V-Varen Nagasaki.